# بوب جيبس
بوب جيبس (بالإنجليزية: Bob Gibbs)‏ هو سياسي أسترالي، ولد في 3 نوفمبر 1946 في بريزبان في أستراليا. حزبياً، نشط في حزب العمال الأسترالي. وقد انتخب عضو المجلس التشريعي ولاية كوينزلاند.